# Стойна Вангеловска
Стойна Вангеловска (мак. Стојна Вангеловска; (5 лютого 1965 або 5 лютого 1964 , Скоп'є )) — югославська, а згодом, македонська баскетболістка. Срібна призерка літніх Олімпійських ігор 1988 року.

## Життєпис
Стойна Вангеловска народилася 5 лютого 1964 року (за даними МОК — 1965 року) в Скоп'є (Соціалістична Республіка Македонія, Югославія; — нині столиця Македонії. З дитинства займалась спортом. Вже у віці 15 років вона грала у складі студентської команди Скоп'є.

## Кар'єра
Стойна Вангеловска вперше увійшла до складу олімпійської збірної Югославії в 1984 році. На Олімпійських іграх в Лос-Анджелесі Стойна стала наймолодшою баскетболісткою у складі своєї країни, їй було 19 років 176 днів. Югославські баскетболістки зуміли здобути лише одну перемогу в п'яти матчах, посівши останнє місце в попередньому раунді, що проходив за коловою системою. Це місце стало підсумковим для дівчат-баскетболісток Югославії на Олімпіаді-1984.
Після Олімпіади, що не принесла медальних успіхів, Вангеловска продовжила грати в своїй країні, в результаті чого до наступних Олімпійських ігор в південнокорейському Сеулі була обрана капітаном збірної Югославії. Жіночий баскетбольний турнір проходив у два раунди, в першому вісім команд були розділені на дві групи, з яких до основних півфіналів виходили команди з перших двох місць, а останні два брали участь у кваліфікації за 5-8-мі місця.
Югославські баскетболістки перемогли Чехословаччину та Китай, поступилися збірній США, вийшовши до півфіналу з другого місця. Перемігши збірну Австралії з перевагою в одне очко, Югославія вийшла до фіналу, де знову поступилася американським баскетболісткам. Стойна Вангеловска разом зі своєю командою стала срібною призеркою Олімпійських Ігор 1988 року.
Надалі Стойна ставала найкращою гравчинею чемпіонатів світу та Європи, а після завершення спортивної кар'єри призначалась віце-президентом Македонського олімпійського комітету, членом Ради директорів, а також входила до Клубу Великих Македонського олімпійського комітету.